# Episodes (album)
Episodes je páté výběrové album britského multiinstrumentalisty Mika Oldfielda. Vydáno bylo na jaře 1981 (viz 1981 v hudbě) a bylo určeno pro francouzský trh.
Episodes obsahuje výňatky ze všech dlouhých Oldfieldových kompozic a další skladby z posledních dvou alb, které vyšly před vydáním této kompilace.

## Skladby
1. „Ommadawn (extrait)“ (Oldfield) – 7:01
2. „Tubular Bells (extrait)“ (Oldfield) – 8:34
3. „Incantations (extrait 1)“ (Oldfield) – 5:40
4. „Incantations (extrait 2)“ (Oldfield) – 4:41
5. „Hergest Ridge (extrait)“ (Oldfield) – 4:09
6. „Platinum Part 1: Airborn“ (Oldfield) – 4:57
7. „Punkadiddle“ (Oldfield) – 4:57
8. „Sheba“ (Oldfield) – 3:33
9. „Arrival“ (Ulvaeus, Andersson, úprava Oldfield) – 2:47
10. „Celt“ (Oldfield, Cross) – 3:03
11. „Portsmouth“ (tradicionál, úprava Oldfield) – 2:03